# Osmosis Jones
Osmosis Jones is een Amerikaanse film uit 2001, die deels bestaat uit animatie en deels uit live-action beelden. De hoofdrollen worden vertolkt door Chris Rock, Laurence Fishburne, David Hyde Pierce, Brandy Norwood, Molly Shannon, Ron Howard, Chris Elliott, Elena Franklin, Bill Murray.

## Verhaal
De film speelt zich grotendeels af in het lichaam van een man genaamd Frank, en draait om een antropomorfe witte bloedcel genaamd Osmosis Jones. Franks lichaam wordt weergegeven als een soort stad, waarin cellen en andere micro-organismen leven. De witte bloedcellen zijn de politie-eenheid. Osmosis Jones staat bekend als een rebelse agent die maar zelden doet wat hem opgedragen wordt, maar heeft door deze houding al meer dan eens een gevaarlijke situatie voorkomen.
Frank is een sloddervos die nauwelijks voor zichzelf zorgt. Hij eet alleen maar junkfood en wast zich nooit. Zijn vrouw deed hetzelfde, en is overleden aan een ziekte. Zijn 10-jarige dochter, Shane, is bezorgd over haar vader. Haar vrees blijkt gegrond wanneer Frank door zijn levensstijl een dodelijk virus oploopt.
Samen met een pil genaamd Drax gaat Osmosis Jones op zoek naar de bron van de ziekte. Hij ontdekt het plan van het virus om Frank dodelijk ziek te maken, maar niemand gelooft hem. Hij wordt zelfs op non-actief gezet door de corrupte burgemeester van Frank-stad. Frank wordt uiteindelijk zwaar ziek en belandt in het ziekenhuis. Op het laatste moment slaagt Osmosis Jones erin het virus te doden en Frank te redden. Frank ziet eindelijk in dat hij zijn leven moet veranderen, en gaat voortaan gezonder leven. Osmosis Jones krijgt promotie.

## Rolverdeling

### Acteurs
| Acteur         | Personage |
| -------------- | --------- |
| Bill Murray    | Frank     |
| Elena Franklin | Shane     |
| Chris Elliott  | Bob       |
| Molly Shannon  | Mrs. Boyd |

### Stemmen
| Acteur             | Personage      |
| ------------------ | -------------- |
| Chris Rock         | Osmosis Jones  |
| Laurence Fishburne | Thrax          |
| David Hyde Pierce  | Drix           |
| Brandy Norwood     | Leah           |
| William Shatner    | Mayor Flemming |
| Ron Howard         | Tom Colonic    |

## Achtergrond
In tegenstelling tot de meeste films met zowel animatie als live-action, komen de getekende personages en de echte personages elkaar nooit tegen in de film. De scènes binnen Franks lichaam zijn allemaal getekend, terwijl de scènes buiten zijn lichaam uit live-action beelden bestaan.
Osmosis Jones kampte met problemen tijdens de productie. De animatiescènes, onder regie van Tom Sito en Piet Kroon, werden volgens de planning geproduceerd, maar het bleek lastig om een regisseur en acteurs te vinden voor de live-action beelden. Uiteindelijk werden Peter en Bobby Farrelly bereid gevonden de regie voor de live-action beelden op zich te nemen.
Toen de film in première ging, bleek hij minder populair dan verwacht. Op dvd en VHS deed de film het beter.
De film kreeg een spin-off in de vorm van een animatieserie getiteld Ozzy & Drix.

## Prijzen en nominaties
Osmosis Jones werd genomineerd voor in totaal acht prijzen. Daarvan won hij enkel in 2001 de Just For Laughs Award.